# 1988 MH
1988 MH är en asteroid i huvudbältet som upptäcktes 16 juni 1988 av den amerikanske astronomen Eleanor F. Helin vid Palomar-observatoriet.
Asteroiden har en diameter på ungefär 9 kilometer och den tillhör asteroidgruppen Eunomia.